# Chilton Common
Chilton Common var en civil parish från 1858 till 1907 då den blev en del av Chilton Trinity, i grevskapet Somerset, i England. Civil parish var belägen 15 km från Taunton och hade 0 invånare år 1901.